# Peyton Conway March
Peyton Conway March, ameriški general, * 27. december 1864, Easton, Pensilvanija, † 13. april 1955, Washington, D.C.